# 為生命遊行
為生命遊行是一年一度在美國首都華盛頓舉行的集会和游行。該遊行的舉辦時間基本上是美国最高法院在1973年羅訴韋德案一案中作出的堕胎合法化的裁决周年纪念日當天或前后举行。該游行的目的是抗议和反對堕胎並要求推翻羅訴韋德案的判決。該遊行是由生命教育和辩护基金（March for Life Education and Defense Fund）負責组织 。